# Саінчин Олександр Сергійович
Олександр Сергійович Саінчин (нар. 20 лютого 1959 року, Одеса) —  український юрист, доктор юридичних наук, професор, академік Української академії наук, завідувач кафедри навчально-наукового інституту права ім.князя Володимира Великого Міжнародної академії управління персоналом, головний редактор наукового журналу «Судова та слідча практика в Україні» і наукового вісника Херсонського державного університету, автор 19 монографій, навчального посібника і понад 300 наукових публікацій, член спеціалізованих вчених рад Класичного приватного університету, адвокат Ради адвокатів Одеської області, учасник бойових дій, нагороджений орденом Червоної Зірки та 20 медалями, полковник міліції у відставці.

## Життєпис
Народився 20 лютого 1959 року в Одесі.
З 1979 року, включаючи навчання в навчальних закладах, та Київській вищої школі МВС СРСР ім. Ф. Е. Дзержинського, Академії МВС СРСР, проходив службу в органах МВС на різних керівних посадах в карному розшуку і спеціальному управлінні по боротьбі з організованою злочинністю УМВС України в Одеської області.
З 1989 року працював на викладацькій роботі в школі міліції МВС СРСР (цикл спеціальних дисциплін), кафедри кримінально-правових дисциплін Одеського національного університету ім. І. І. Мечникова.
В період з 2000 по 2003  роки працював на кафедрі криміналістики Одеської національної юридичної академії в науковому званні доцента.
З 2004 року — декан юридичного факультету Міжнародного гуманітарного університету, а з 2005 року по 2008 рік займав посаду завідувача кафедрою кримінально-правових дисциплін зазначеного університету.
З 2009 до 2014 року, для закінчення роботи над дисертацією доктора юридичних наук переведений на посаду професора кафедри кримінального процесу і криміналістики Класичного приватного університету (м. Запоріжжя).
Дисертацію на здобуття наукового ступеня кандидата юридичних наук за спеціальністю 12.00.09 з теорії оперативно-розшукової діяльності захистив у 1995 році. У 2002 році дисертація нострифікована в Національному університеті МВС України. У цьому ж році присвоєно вчене звання доцента.
У 2011 році в Класичному приватному університеті захистив дисертацію на здобуття наукового ступеня доктора юридичних наук на тему: «Розслідування умисних вбивств: теорія і практика» за спеціальністю 12.00.09. кримінальний процес та криміналістика; судові експертизи; оперативно-розшукова діяльність.
У 2013 році присвоєно вчене звання професора.
З 2015 д 2022 року завідувач кафедри галузевого права Херсонського державного університету.
З 2022 року по теперішній час професор кафедри правоохоронної та антикорупційної діяльності Навчально-наукового інституту права імені Князя Володимира Великого Міжнародної академії управління персоналом.
З 2019 року дійсний член (академік) Української академії наук.
З 2019 року голова Гуманітарного наукового товариства при Одеському регіональному відділенні Української академії наук.
З 2024 року завідувач кафедрою інституту права МАУП

## Деякі наукові праці

### Навчальні посібники
- Особливості початкового етапу розкриття вбивств, скоєних на замовлення [Текст]: навч. посібник/А.  С.   Саінчін; Одеська національна юридична академія.  - О.: Юридична література, 2002.  - 156 с.  - Библиогр .: с. 150-156. - ISBN 966-7694-74-7
- Криміналістика та оперативно-розшукова діяльність: поняття та особливості тактики розшуку і затримання підозрюваних і обвинувачених [Текст]: навч. посібник/А.  С. Саінчін; Одеська національна юридична академія, Міжнародний гуманітарний ун-т. - О.: Фенікс, 2007.  - 208 с.  - ISBN 978-966-438-045-1

### Монографії
- Вбивства на замовлення: Кримінально-правовий, криміналістичний та кримінологічний аспекти: Монографія / Олександр Сергійович Саінчін; В.о. Одес. нац. юрид. акад .- Одеса: Юридична література, 2003.– 246 с. — ISBN 966-7694-96-8
- Розкриття і розслідування умисних убивств: концептуальні і практичні основи [Текст] / О. С. Саінчин ; Одеська національна юридична академія. — О. : Юридична література, 2004. — 408 с.
- Основи розкриття деяких видів умисних вбивств: криміналістичний аналіз: Монографія / Олександр Сергійович Саінчін; В.о. Одес. нац. юрид. акад.- Одеса: Юридична література, 2004.– 304 с.
- Особливості розслідування дітовбивств [Текст] /А. С. Саінчін, Г. &   Д. &   Нікітін; Одеська національна юридична академія, Міжнародний гуманітарний ун-т. — О. : Юридична література, 2005. — 112 с. — ISBN 966-8104-95-1
- Криміналістичні особливості розслідування серійних вбивств [Текст] / А. С. Саінчін ; Міжнародний гуманітарний ун-т. — О. : Фенікс, 2006. — 128 с. — ISBN 966-8631-82-Х
- Методика розкриття незаконного переправлення осіб через державний кордон України [Текст]: криміналістичні та оперативно-розшукові аспекти / О. С. Саінчин [и др.] ; МОН України, Міжнародний гуманітарний ун-т. Інститут національного та міжнародного права. — О. : Фенікс, 2008. — 368 с.
- Розслідування умисних вбивств: теорія та практика / О. С. Саінчин. — Запоріжжя; Одеса: Бровкін О. В., 2012. — 408 с.ISBN -978-966-8484-27-8
- Протидія незаконній міграції в Україні (криміналістичні, кримінологічні та оперативно-розшукові аспекти) [Текст]: монографія / О. С. Саінчин ; Херсон. держ. ун-т. — Херсон: Гельветика, 2016. — 435 с.[6] ISBN - 978-966-916-027-1
- Незаконна міграція в Європі та правові аспекти її протидії в Україні [Текст]: монографія / К. М. Соколецька, О. С. Саінчин ; Одес. нац. мор. ун-т, Херсон. держ. ун-т. — Одеса: Гельветика, 2017. — 447 с.
- Кримінально-правова характеристика та основи розслідування умисних вбивств [Текст]: монографія / О. С. Сотула, О. С. Саінчин ; Херсон. держ. ун-т, Півден. регіон. наук. центр Нац. акад. прав. наук України. — Херсон ; Одеса: Гельветика, 2018. — 927 с. ISBN 978-966-916-478-0
- «Теоретичні основи розслідування умисних убивств. Психологічний аспект серійного вбивці: кримінально-правові, криміналістичні та психологічні  аспекти» : монографія / О.В. Мальцев, О. С. Саінчин, О. С. Сотула; Оттава, Онтаріо, Канада, 2019. — 760 с. ISBN -13:978-0-9895852-3-1
- The latest development of the modern legal sciences and education in Ukraine and EU countries: an experience, challenges, expectations : Collective monograph. Riga, Latvia : “Baltija Publishing”, 2021. 604 p. Cuiavian University in Wloclawek Wloclawek, Poland 2021. SECTION 26. THEORY AND PRACTICE OF DEVELOPMENT OF FORENSIC SCIENCE IN THE INVESTIGATION OF SERIAL MURDERS IN UKRAINE AND ABROAD (Sainchyn О. S., Barvenko V. K.). ISBN 978-9934-26-033-9
- Specifics of the legal regulation of the prevention of the taking and killing of hostages in the context of terrorist threats. Security Journal. 2021. Sainchyn, O., Hromova, M., Gushchyn, O. and Legkikh, K. http://www.scopus.com/inward/record.url?eid=2-s2.0-85114628319&partnerID=MN8TOARS
- Sainchyn O.S., Rosha L.G. Legal aspects of activity regulation of pathoanatomical service in Ukraine. Medicine and Law. 2021. Volume 40. №2. p. 275-292. Ihttp://www.scopus.com/inward/record.url?eid=2-s2.0-85115011907&partnerID=MN8TOARS
- Prevention of taking and killing of hostages: International legal regulation, 2021,volume 8,number 1,p.153-170. Sainchyn, O., Kuchynska, O., Hryniuk, V.,Tsyganyuk, Y.,Hromova, M. http://www.scopus.com/inward/record.url?eid=2-s2.0-85114709992&partnerID=MN8TOARS
- Умисні вбивства військовослужбовців, які вчинені в умовах проведення бойових дій (кримінально-правовий, кримінальний процесуальний та криміналістичні аспекти) : монографія / О.С.Саінчин, І.С. Сиводєд. - Одеса : Видавничий дім "Гельветика", 2022. - 470с. ISBN 978-966-992-762-0
- Розкриття та розслідування правопорушень, що вчиняються особами, які мають підвищений злочинний вплив і "ворами в законі" : монографія / Кислий А.М., Саінчин О.С., Грибов М.Л., Козаченко О.І. за загальною редакцією доктора юридичних наук, професора Саінчина О.С. Київ : "Видавництво Людмила". 2023. 740 с.  ISBN 978-617-7828-00-0
- Розслідування кримінальних правопорушень, повязаних із розпорядженням бюджетними коштами у сфері охорони здоровя : монографія. За заг.редакцією Санічина О.С, - Одеса: Видавництво "Юридика", 2023. - 276с.
- Особливості розслідування катування та умисних вбивств, які вчінені на сексуальному підгрунті з розчленуванням та наругою над трупом. Саінчин О.С., Сиводєд І.С., Гринько Д.Ю. Вісник Грушевського Академії наук України. 2023. https://lnvistnik.com.ua/ua/czya-privabliva-byudzhetna-sfera/
- ГІПОТЕТИЧНА КРИМІНАЛЬНО-ПРАВОВА МОДЕЛЬ ДЛЯ РОЗСЛІДУВАННЯ ПРАВОПОРУШЕНЬ, ЯКІ ВЧИНЯЮТЬСЯ НА ОКУПОВАНИХ ТЕРИТОРІЯХ УКРАЇНИ. Саінчин О.С., Тимошенко Ю.П., Сиводєд І.С.Вісник Грушевського Академії наук України. 2023. https://lnvistnik.com.ua/ua/genoczid-ekoczid-ta-etnoczid/
- Sainchyn O.S., Rosha L.G. "Detection and Counteraction to the Theft of Budgetary Funds in the Field of Healthcare" . Medicine and Law. Volume 42/ 4 (December 2023) pages   855 - 873. Manuscripts should be submitted to the Editorial Office: The International Center for Health, Law and Ethics, University of Haifa, Haifa 31905, Israel. Getzville, New York.
- Розкриття та розслідування правопорушень, що вчиняються особами, які мають підвищений злочинний вплив і "ворами в законі" : монографія / Кислий А.М., М.С. Цуцкірідзе, Нєбітов А.А., Саінчин О.С., Грибов М.Л., Козаченко О.І. за загальною редакцією доктора юридичних наук, професора Саінчина О.С. Київ : "Видавництво Людмила". 2024. 844 с.  ISBN 978-617-7828-00-0